# Полет 812 на „Пан Ам“
Полет 812 на „Пан Ам“ е редовен международен пътнически полет от международното летище Кай Так, Хонконг, до международното летище „Лос Анджелис“, Лос Анджелис, Калифорния, Съединените американски щати, с междинни кацания в Денпасар, Сидни, Нади и Хонолулу, управляван от „Пан Ам“. На 22 април 1974 г. самолетът „Боинг 707-321B“, който изпълнява полета, се разбива в неравен планински терен, докато се подготвя за заход на писта 09 към Денпасар след 4 часа и 20 минути полет от Хонконг. Всички 107 души на борда загиват. Мястото на инцидента е на около 78 км северозападно от международното летище Нгура Рай.
Националният съвет за безопасност на транспорта в САЩ е призован за разследване на катастрофата, защото самолетът е регистриран там. Изследването на останките заключава, че въпреки твърденията на очевидци самолетът не се разпада по време на полет. НСБТ не открива неизправности в двигателя и добавя, че не са открити доказателства, които да показват, че самолетът не е годен за полет. Установено е, че преждевременното изпълнение на десен завой за присъединяване към 263-градусовата изходяща писта, което се основава на индикацията, дадена само от един от радиопеленгаторите, докато другият е все още в стабилно състояние, е най-вероятна причина за инцидента.
Поради катастрофата Федералната авиационна администрация разпорежда задълбочена проверка на летателните операции на авиокомпанията в световен мащаб. След катастрофата „Пан Ам“ спира полетите си от Хонконг до Сидни през Бали. Издигнат е паметник от регента на регентството Бадунг Уаян Дана и губернатора на Бали Сокармен с имената на 107 жертви, изписани върху паметника. До катастрофата на C-130 на индонезийските военновъздушни сили в Джакарта през 1991 г. това е най-смъртоносният авиационен инцидент, който се случва на индонезийска земя.